# Salote Tupou III
Sālote Tupou III, née le 13 mars 1900 à Nukuʻalofa (Tonga) et morte le 16 décembre 1965 à Auckland (Nouvelle-Zélande), est reine des Tonga de 1918 à 1965.

## Noms
Le nom complet de naissance de Sālote est Sālote Mafile’o Pilolevu Tupou, comme sa grand-mère, fille unique de George Tupou Ier. « Sālote » est l'adaptation locale de « Charlotte », d'après Charlotte de Mecklembourg-Strelitz, épouse de George III, qui inspire le nom de baptême de George Tupou Ier. Le nom incarne la noblesse et la continuité dynastique dans la tradition tonga.
Lorsqu’elle accède au trône en 1918, elle adopte le titre officiel de Sālote Tupou III. Ce titre honore à la fois la tradition royale et sa position de « Tuʻi Kanokupolu », symbole de l’unité et de l’autorité morale du royaume.

## Biographie

### Naissance et contexte
Sālote Tupou III, née le 13 mars 1900 à Nuku’alofa, est issue de la dynastie royale des Tupou, qui gouverne le royaume de Tonga depuis le XIXe siècle,. La dynastie des Tupou trouve ses racines dans l’unification du pays sous le règne de George Tupou Ier, qui abolit le système féodal en faveur d’un gouvernement centralisé. Ce règne est marqué par des réformes majeures, notamment la promulgation de la Constitution de 1875, qui pose les bases d’un État moderne, tout en préservant les traditions.
Les aristocrates tongiens sont divisés en lignées sacrées et lignées héréditaires, chacun occupant un rôle clé dans la société. Les titres de chefs sont attribués selon l'ascendance matrilinéaire, c'est-à-dire avec une importance accordée au rang familial des mères. Les lignées sacrées, issues des anciens Tu’i Tonga (les rois sacrés), maintiennent leur prestige, malgré la fin de leur autorité politique directe au XIXe siècle.
Sālote est la première fille du roi George Tupou II et de la reine Lavinia Veiongo, issue de la lignée des Tuʻipelehake, une branche prestigieuse de l’aristocratie,. Bien que sa mère soit reconnue pour son élévation sociale et son influence culturelle, son mariage suscite des dissensions à la cour en raison des rivalités politiques internes. La mort prématurée de la reine Lavinia le 24 avril 1902 suscite une crise dynastique, résolue par la décision de préparer Sālote à devenir la future souveraine.

### Enfance et éducation

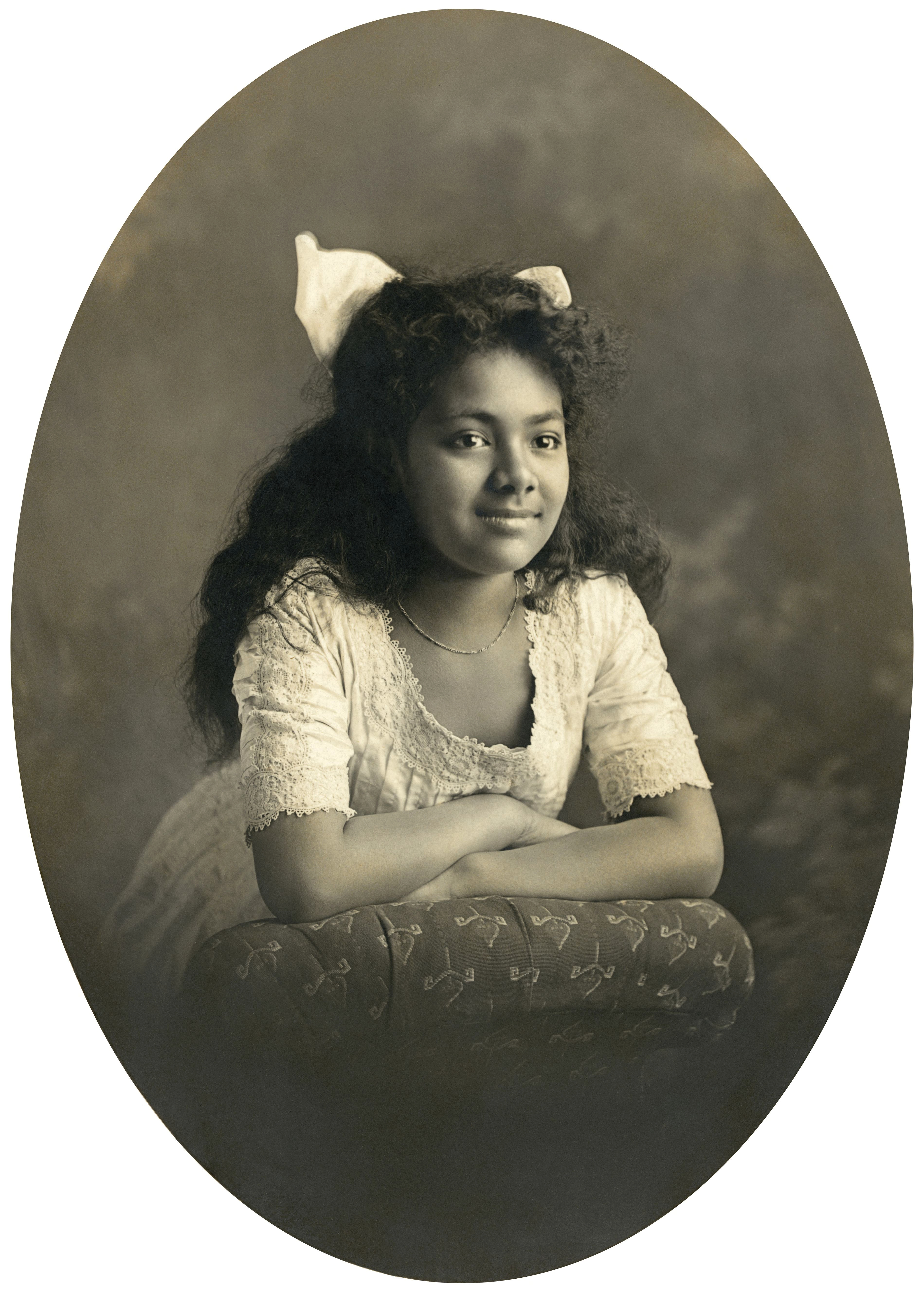
La princesse Sālote en 1908.

Le décès de sa mère provoque une crise dynastique et le père de Sālote se révèle être un piètre modèle en tant que roi. C'est la mère de Lavinia qui prend en charge son éducation et lui enseigne les coutumes et traditions tongiennes. Cependant, elle meurt en 1907. Sālote est alors envoyée vivre chez son grand oncle, Mateialona, qui est le Premier ministre de George Tupou II. Elle y trouve un cadre familial stable.
En 1909, au terme de la crise dynastique qui conduit au remariage de George Tupou II, il décide de l'envoyer à Auckland, afin d'y faire son éducation. Ce départ est précipité et l'éloignement forcé car le nouveau couple, comme l'aristocratie tongienne, souhaite qu'un fils remplace rapidement Sālote en qualité d'héritier. Elle est hébergée chez les Kronfeld, une riche famille juive-allemande. Durant trois ans, son père lui paie une gouvernante et un professeur de piano pour qu'elle reçoive un enseignement à domicile.
En 1913, elle poursuit ses études à la Diocesan School for Girls à Epsom, avec d'autres élèves de milieux privilégiés. Très populaire, elle semble douée au basket-ball et bonne danseuse. Malheureusement, le déclenchement de la Première Guerre mondiale met un terme à sa scolarité et Sālote retourne sur l'île de Tonga en 1915 sur ordre de son père. En effet, après cinq ans de mariage, le nouveau couple n'a toujours pas de fils et Sālote reste l'héritière présomptive des Tonga. Il devient donc urgent de la former aux tâches royales.
La légitimité de Sālote, en tant qu'héritière, provient de son ascendance sacrée des Tuʻi Tonga, de son rang social au sein des Tuʻi Kanokupolu et de son ascendance directe avec George Tupou Ier, unificateur des Tonga. La culture tongienne lie les différents titres aux notions de mana et de tapu, leur conférant ainsi un caractère sacré supplémentaire. Cependant, George Tupou II fait de nombreuses concessions durant son règne, au point que l'autorité royale n'a pratiquement plus de prérogatives réelles. Les titres dont Sālote est l’héritière ne correspondent plus au royaume unifié de son grand-père, qui semble en réalité proche de son démembrement.

### Mariage dynastique
Après le seizième anniversaire de Sālote, le roi George Tupou II hésite à choisir un époux, car il craint l'émergence d'une faction hostile à son règne. Parmi plusieurs candidats, il décide de faire de Viliami Tungi Mailefihi son beau-fils. Au sein de l'aristocratie tongienne, c'est le candidat au statut social le plus élevé, détenteur du titre de chef de Tungi. Il est également en troisième position en tant qu'héritier du trône, après les fils de George Tupou II, ce qui lui permet d'éviter l'émergence d'une faction hostile puissante.
Les préparatifs du mariage prennent trois mois, afin de fournir la nourriture en abondance, ainsi que l'exige la coutume pour des mariages de grande importance. Sālote choisit d'arborer un style occidental et fait réaliser sa robe en Australie. La cérémonie se déroule le 21 septembre 1917. Ce mariage dynastique permet de mettre un terme à un conflit entre les deux dynasties, cependant il en crée un nouveau puisque Tungi est particulièrement déprécié par le chef de Tongatapu et les partisans réactionnaires hostiles au roi George Tupou II.

### Règne

#### Couronnement et grippe espagnole

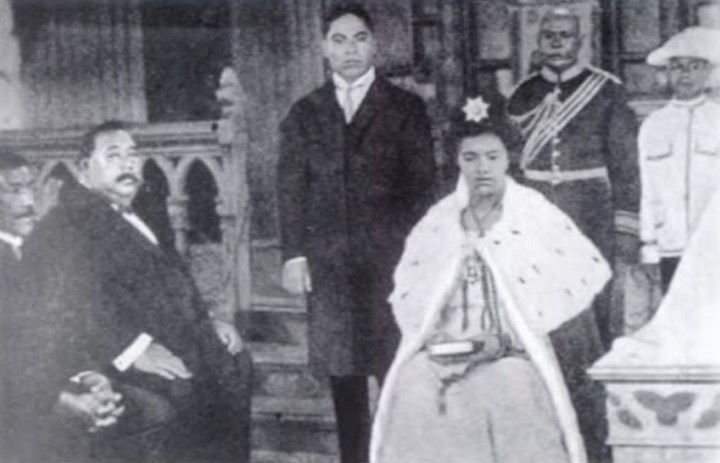
Couronnement de la reine Sālote Tupou III le 11 octobre 1918 ; à ses côtés se trouve son mari.

Le 5 avril 1918, George Tupou II meurt et Sālote accède au trône, prenant le titre de Sālote Tupou III à seulement 18 ans. Elle décide d'instaurer un deuil de six mois, bien au-delà des précédents deuils royaux. Afin de lier les funérailles et le deuil à une forme de démonstration de son mana en tant que nouvelle reine, les cérémonies et rituels pratiqués sont particulièrement élaborés et s’étendent sur toute la durée du deuil. Cette action a une symbolique spirituelle forte pour les Tongiens, puisqu'une période de deuil est représentative de la quantité de forces spirituelles devant transiter d'un défunt à un vivant. Le couronnement de Sālote Tupou III ne peut s'effectuer qu'au terme de cette période, le 11 octobre 1918.
La première année de règne s'accompagne de nombreux problèmes. Les finances de son père endettent le royaume depuis plusieurs années. Une première mesure économique consiste à vendre un palais royal construit à Lifuka à la société Burns Philp, afin de pouvoir rembourser quelques créanciers. De plus, elle voyage au sein de tout son royaume afin de tenir des fono (séances royales), au cours desquelles elle reçoit les doléances et demande également une compensation financière.
Avant son couronnement, le 4 juillet 1918, elle donne naissance à son premier fils, Siaosi Taufaʻahau Tupoulahi. La naissance d'un nouvel héritier est présentée le 10 juillet au Parlement des Tonga. La période de deuil s'arrête après l'ultime cérémonie kaukau (nettoyage des pierres noires) du 4 au 7 octobre. Les cérémonies d'intronisation débutent le 9 octobre avec plusieurs rituels et se clôturent par le couronnement le 11 octobre 1918.
En novembre 1918, Sālote Tupou III fait face à la plus importante crise de son règne : la grippe espagnole contamine l'île. En cause, un navire commercial qui a forcé la quarantaine en Nouvelle-Zélande et importé le virus au sein de plusieurs îles du Pacifique. Sur la trentaine d'îles du royaume de Tonga, certaines subissent des pertes si sévères que peu d'habitants y survivent. La jeune reine se rend aux Fidji afin de demander de l'aide, sans succès. Son gouvernement se montre incapable d'atténuer les effets de l'épidémie. Cet échec lui est fermement reproché par le missionnaire McOwan, qui souligne le fait que les membres du gouvernement et de l'aristocratie n'ont porté aucune assistance à leurs sujets. Elle fait de McOwan son principal conseiller en matière de santé, et il lui suggère d'établir un département de la santé.

#### Politique interne pro-britannique
Le plus important problème auquel fait face Sālote durant son règne est la nécessité de retrouver une forme de stabilité intérieure et de contrôler les nobles dissidents. L'une des plus importantes critiques à son égard est sa proximité avec l'Empire britannique et les postes importants qu'elle attribue à quelques conseillers étrangers. Pour les aristocrates tongiens, ces choix font planer le spectre de l'annexion britannique. Cependant, Sālote perçoit au contraire l’alliance avec la Grande-Bretagne comme une opportunité stratégique pour préserver l’indépendance de son royaume face aux pressions coloniales exercées dans la région du Pacifique.
Elle parvient à esquiver les critiques et l'opposition en arrangeant des mariages stratégiques, ce qui rapproche sa dynastie des aristocrates locaux, et en offrant des formations au sein de l'Empire britannique. Elle applique d'abord ses principes à son cercle familial le plus proche, en envoyant ses enfants étudier en Australie, puis à de jeunes Tongiens de rang social élevé. Cette stratégie a également pour objectif de permettre à l'élite de s'émanciper afin de garantir la préservation du royaume.
Les Tonga, sous son règne, conservent un statut unique en tant que royaume indépendant mais allié à la Grande-Bretagne. Sālote utilise ces liens pour promouvoir les intérêts de son peuple, notamment à travers des échanges éducatifs et économiques. Elle veille cependant à maintenir une souveraineté claire sur les affaires internes, consolidant ainsi l’identité nationale des Tonga, tout en naviguant habilement dans le système colonial. La connexion britannique illustre également la vision internationale de Sālote. Elle saisit l’importance des relations extérieures pour positionner les Tonga comme un pays respecté dans le concert des nations, tout en mettant en avant les valeurs culturelles tongiennes.
Sa participation au couronnement de la reine Élisabeth II en 1953 marque un moment phare de cette relation. Sālote se distingue par sa décision de participer au cortège royal sous une pluie battante, refusant l’abri d’un carrosse fermé. Ce geste, perçu comme une marque d’humilité et de respect envers la monarchie britannique, lui vaut une reconnaissance mondiale et renforce son image de souveraine proche de son peuple. Elle devient une figure emblématique de la diplomatie royale dans le Pacifique,. Time Magazine rapporte que la reine Sālote est accueillie avec grand enthousiasme par le public britannique. Dans une interview télévisée, en 1953, elle déclare avec humour au sujet du mariage « qu'elle a été bien trempée mais qu'elle a certainement apprécié l'événement ». L'année même de son couronnement, Élisabeth II se rend aux Tonga et Sālote Tupou III lui offre une fastueuse cérémonie d'accueil agrémentée d'un grand festin et de nombreuses danses traditionnelles spécialement chorégraphiées pour l'événement,.

#### Seconde Guerre mondiale

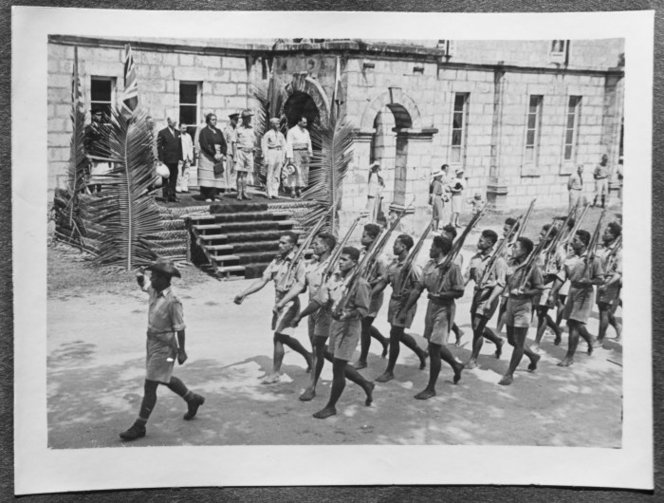
Parade de la force de défense tongienne célébrant la capitulation de l'Italie devant la reine Sālote Tupou III.

Sous son règne, les Tonga font partie des forces alliées lors de la Seconde Guerre mondiale. Sālote Tupou III décide en effet de mettre « toutes les ressources des Tonga à disposition de la Grande Bretagne » et le Parlement approuve la requête de la reine en déclarant la guerre à l'Allemagne le 3 septembre 1939. L'île est placée sous la protection des forces néo-zélandaises. Les deux bataillons qui s'engagent constituent 12 % de la population masculine des Tonga. La reine devient mécène pour la Croix-Rouge, Ambulance Saint-Jean et le Spitfire Fund.
Elle et son mari s'investissent particulièrement dans les affaires militaires. Cependant, le roi consort meurt subitement le 20 juillet 1941. Il s'ensuit une période de deuil, durant laquelle les fonctions militaires sont assurées par un nouveau Premier ministre.
En mai 1942, les troupes américaines débarquent sur l'île et établissent des défenses avec le soutien des Tonga. Le 2 mars 1943, Sālote Tupou III établit avec Charles A. Lockwood un accord qui scinde en deux la gestion de l'île : les forces militaires américaines doivent s'autoréguler, tandis que la reine dirige les forces tongiennes.

### Mise en retrait

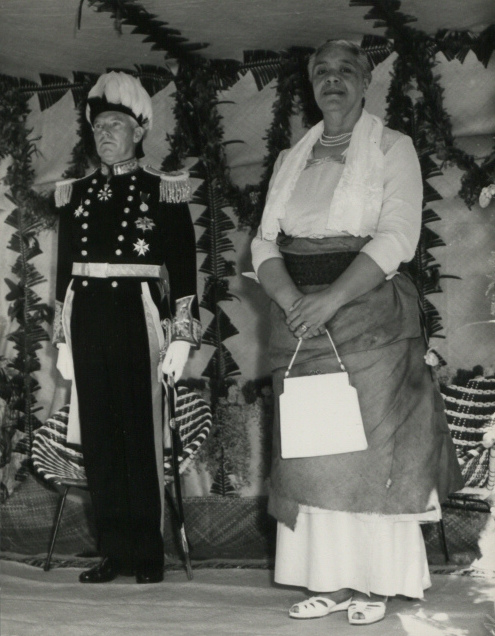
La reine Sālote aux côtés de Kenneth Maddocks, gouverneur des Fidji, durant une parade militaire tongienne.

Durant les années 1950, la reine se retire progressivement de ses différentes fonctions, en faveur du prince héritier. Elle envisage même son abdication, mais s'y refuse finalement en effectuant différents voyages au sein de son royaume et en remarquant son influence bénéfique sur l'image de son fils. Elle consacre une grande partie de son temps au développement des établissements religieux wesleyens. Elle contribue encore durablement aux missions relatives à la santé et à l'éducation. Elle fonde notamment une école d'infirmières, qui délivre le premier certificat de niveau universitaire de l'île.
Les changements provoqués après-guerre inquiètent également Sālote Tupou III, qui tente de renforcer la préservation de la culture et des coutumes tongiennes. En 1954, elle met en place le Komiti Tala Fakafonua (Comité des traditions des Tonga). Elle devient membre honoraire de la Polynesian Society en 1957 en récompense de son engagement dans l'étude des traditions. Elle fait également appel à l'université d'Auckland pour mettre en place une expédition anthropologique, mais l'université décline. C'est en 1958 que l'Organisation mondiale de la santé envoie un anthropologue, afin d'étudier les facteurs sociaux à prendre en compte dans l'amélioration de l'accès à l'eau potable aux Tonga.
Elle contribue elle-même à la production de publications ainsi que de textes relatifs aux coutumes. Elle est l'autrice de plus de cent chansons et poèmes. La majorité de ses productions se trouvent dans Ko e Tohi 'a 'Ene 'Afio ko Kuini Sālote Tupou (Le livre de Sa Majesté) et dans Ko e Ngaahi Tohi 'a 'Ene 'Afio 1958-1959 (Les écrits de la reine Sālote 1958-1959),.

### Fin de vie

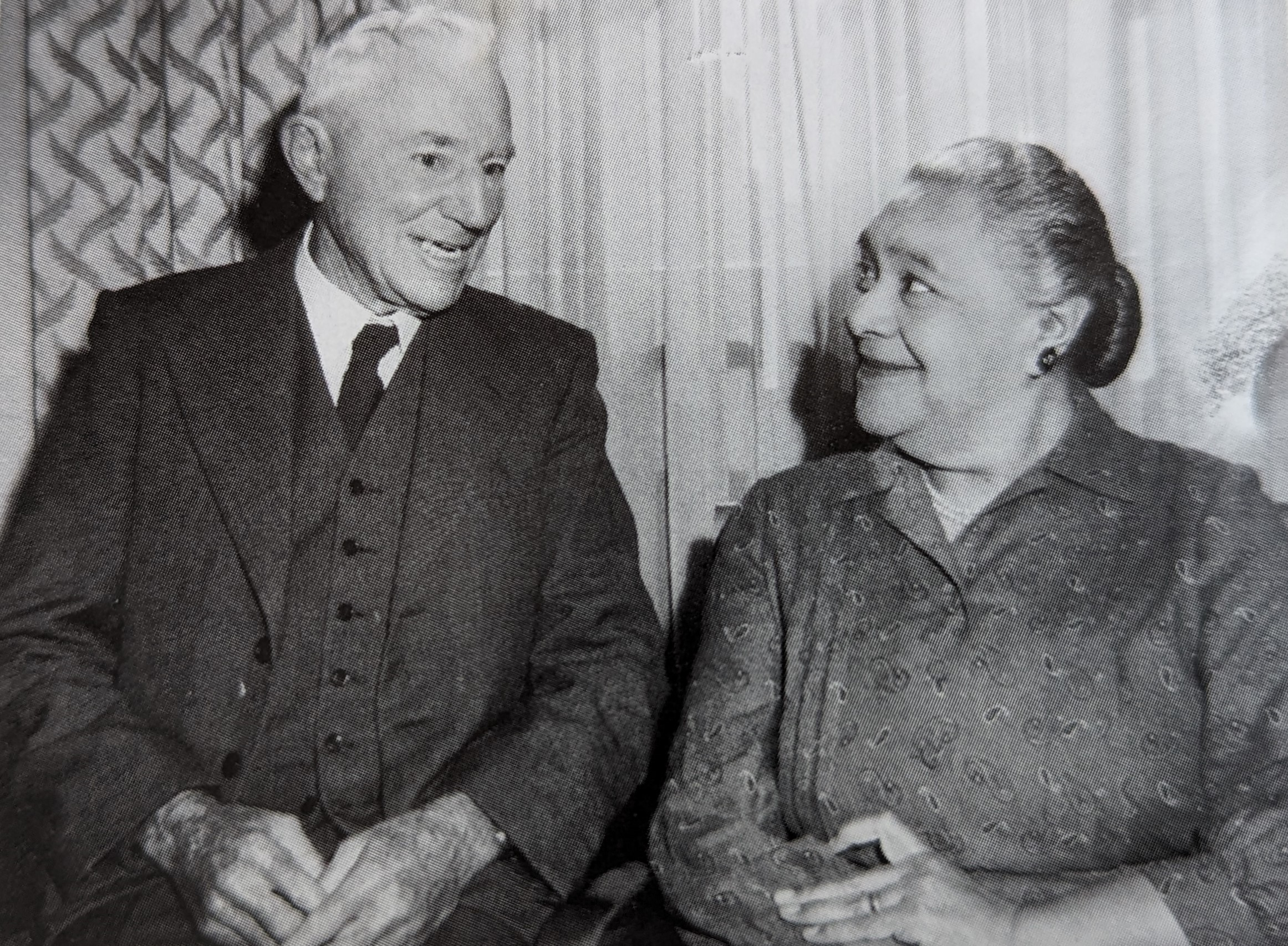
La reine Sālote aux côtés de dans les années 1960.

Le 4 janvier 1965, la reine quitte les Tonga afin de rejoindre l'hôpital d'Auckland. On lui diagnostique un cancer des poumons et des os, avec un espoir de traitement. L'hospitalisation et les traitements n'aboutissent pas et elle retourne aux Tonga le 15 mai afin de préparer sa fin de vie. L'état de santé de la reine décline et ses fils lui demandent de retourner à Auckland pour se faire soigner, ce qu'elle refuse. Le 22 octobre, la reine Élisabeth II récompense Sālote du titre de dame grand-croix de l'ordre de Saint-Michel et Saint-Georges, faisant d'elle la première femme de l'Empire britannique à recevoir cet honneur,.
Le 31 octobre, elle reçoit les sacrements et indique accepter son sort et attendre la mort avec patience. Le 4 novembre, la reine Élisabeth II ordonne qu'un avion Argosy soit envoyé aux Tonga afin de transporter la reine des Tonga à l'hôpital d'Auckland. Elle y reçoit un traitement par rayons, mais le cancer est trop avancé. Elle meurt le 12 décembre 1965 à l'hôpital Aotea,,.
Son fils aîné Taufaʻahau Tupou IV lui succède et ordonne un deuil de six mois. Les funérailles ont lieu à partir du 23 décembre.

## Postérité

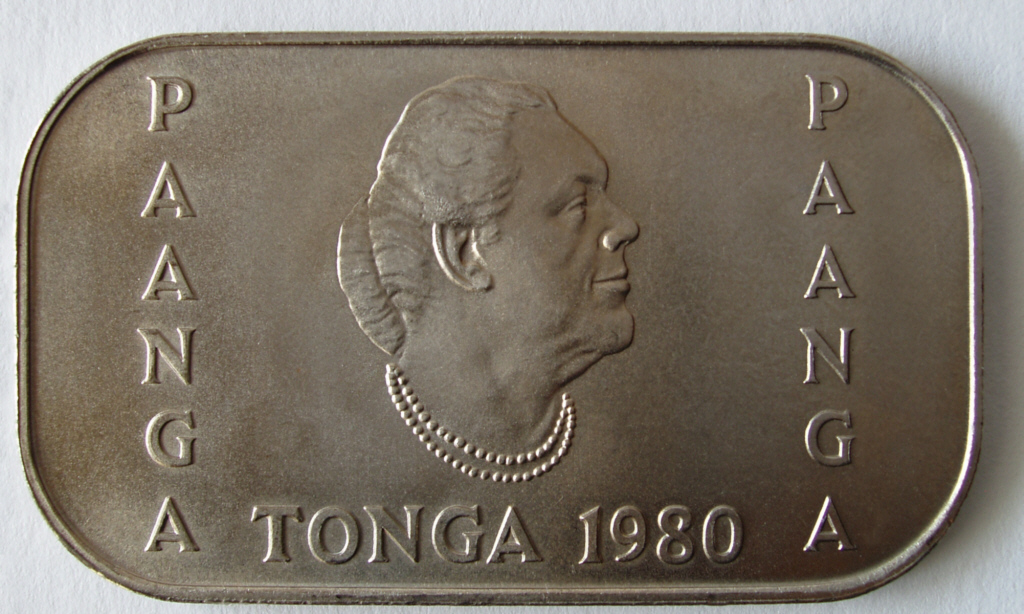
Une pièce de 1 pa’anga de 1980 à l’effigie de la reine.

La longueur du règne de Sālote Tupou III permet au royaume de Tonga de retrouver une stabilité durable. Elle parvient à pérenniser et asseoir sa dynastie en déclin et est considérée par la population comme la « mère du pays ». Son engagement pour la préservation des rites et traditions de son pays a joué un rôle important dans la valorisation de l'histoire des Tonga, des connaissances des mythes polynésiens, de la structure sociale polynésienne et des mythes fondateurs. Les liens entre la monarchie tongienne et la monarchie britannique sont restés importants après la mort de Sālote Tupou III. Les chansons et poèmes qu'elle écrit durant son règne forment une très importante part de l'héritage culturel des Tonga et sont toujours interprétés dans le monde parmi les classiques polynésiens.

## Distinctions
- Dame grand-croix de l'ordre de Saint-Michel et Saint-Georges (GCMG - 1965)[54]
- Dame grand-croix de l'ordre royal de Victoria (GCVO - 1954)[55]
- Dame grand-croix de l'ordre de l'Empire britannique (GBE - 1945)[56],[52]
- Dame de justice du très vénérable ordre de Saint-Jean (DStJ)

### Vidéos
- (en) [vidéo][Production de télévision] « Honouring HM Queen Sālote Tupou III of Tonga », TVNZ, 4 juin 2019, Television New Zealand (consulté le 10 décembre 2024).
- (en) [vidéo][Production de télévision] « Women of Power - Queen Salote », 9 mars 2022 (consulté le 10 décembre 2024).
- (en) [vidéo][Production de télévision] « Queen Salote In Sydney (1953) », 1953, British Pathé (consulté le 10 décembre 2024)
- (en) [vidéo][Production de télévision] « Tonga Greets The Queen (1953) », 1953, British Pathé (consulté le 10 décembre 2024)
- (en) [vidéo][Production de télévision] « The Queen of Tonga I British Pathé », 2014, British Pathé (consulté le 10 décembre 2024)